# Wikipédia en ladin
Wikipédia en ladin (en ladin : Wikipedia per ladin) est l’édition de Wikipédia en ladin, langue rhéto-romane parlée dans le Trentin-Haut-Adige et en Vénétie en Italie. L'édition est lancée le 17 août 2020,,,,,. Son code est : lld.
Au 21 mars 2025, l'édition en ladin contient 180 780 articles et compte 9 398 contributeurs, dont 44 contributeurs actifs et 3 administrateurs.
La Wikipédia ladine ne doit pas être confondue avec la Wikipédia en ladino (autre nom du judéo-espagnol) ou la Wikipédia en latin.

## Historique
La Wikipédia en ladin a commencé en 2005 comme un projet de Wikimedia Incubator,. En raison de l'existence de nombreux dialectes de la langue ladine et de la faible diffusion du ladin standard (it) (ou ladin des Dolomites), il a fallu beaucoup de temps pour finaliser le projet : 15 ans depuis la création du projet et 3 ans depuis le début de la participation des institutions,. En fait, il a atteint ses 1 000 premiers articles le 14 novembre 2019, alors qu'il s'agissait encore d'un wiki de test sur Wikimedia Incubator. Par exemple, l'article sur la langue ladine a commencé à être écrit le 5 septembre 2005.

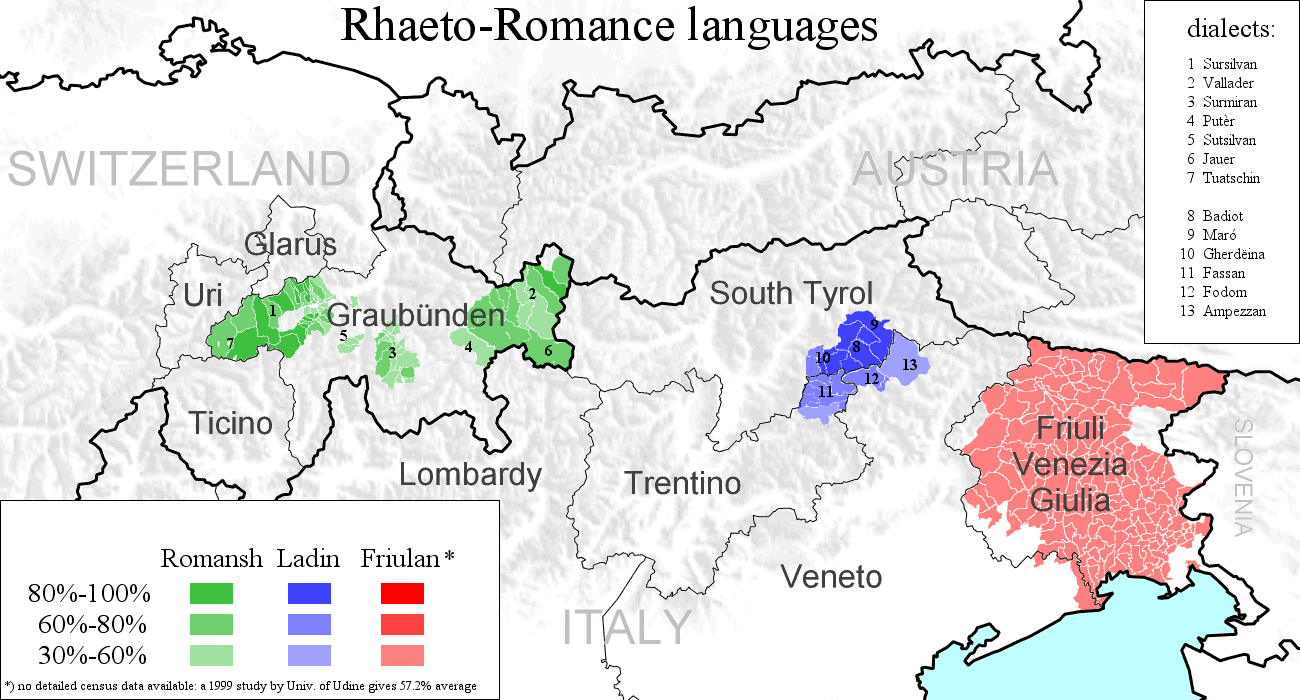
Aire de diffusion du ladin au sein des langues rhéto-romanes.
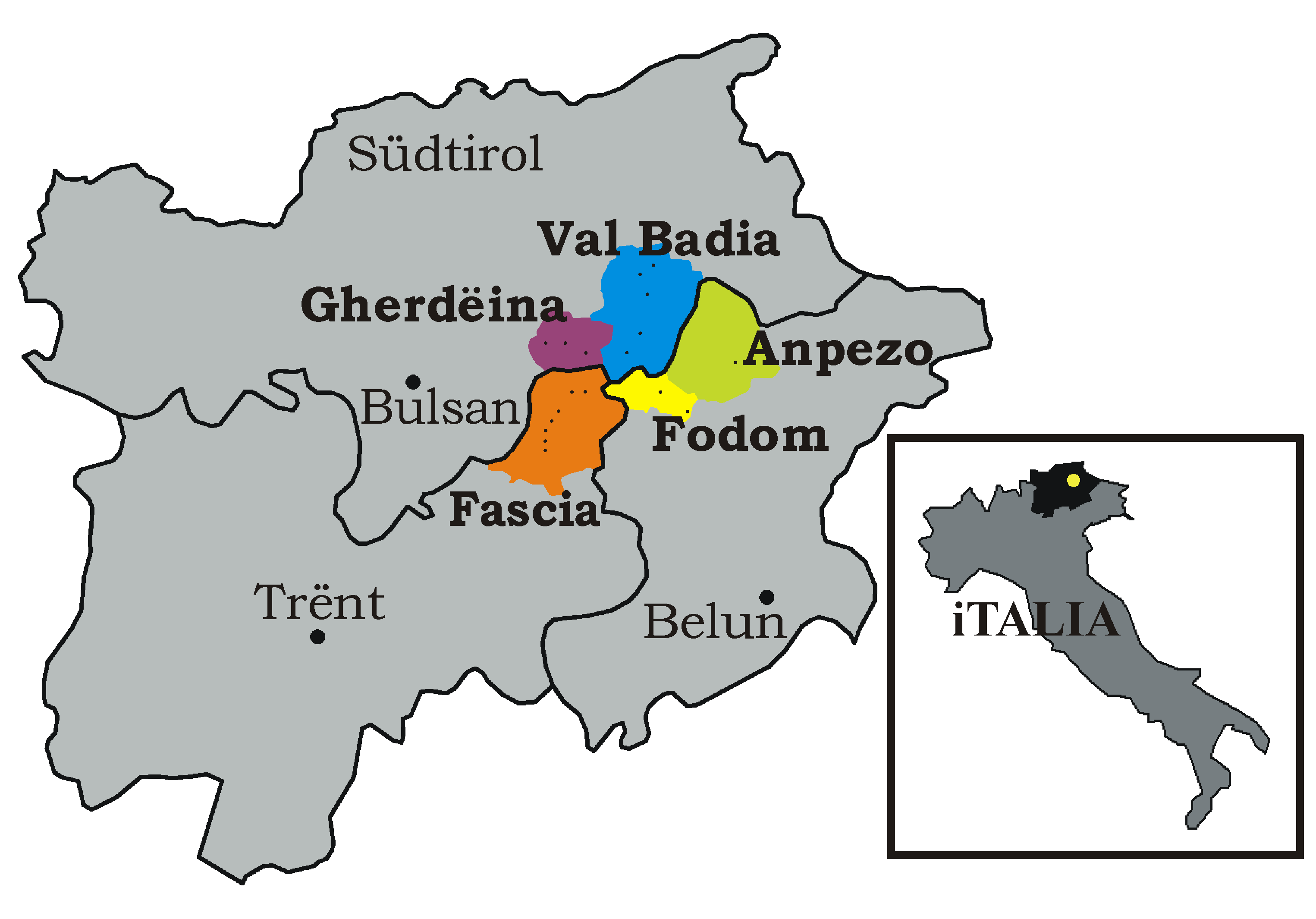
Aire de diffusion du ladin.
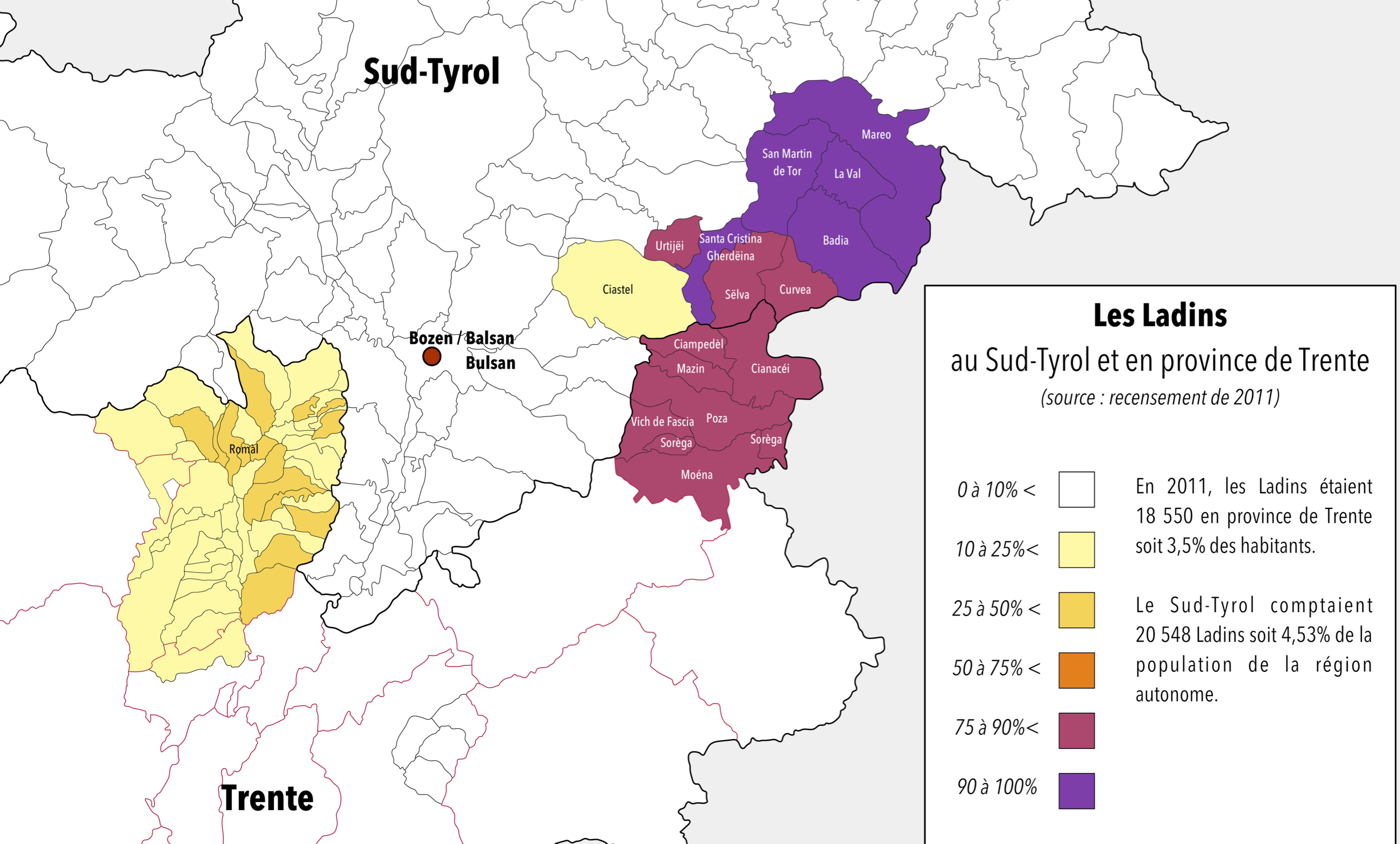
Aire de diffusion du ladin dans le Trentin-Haut-Adige.

## Caractéristiques
Les articles peuvent être écrits en ladin standard (ladin des Dolomites) ou dans l'un des cinq dialectes différents : gherdëina, badiot, fascian, fodom, anpezan (ces deux derniers ne sont presque jamais utilisés).
Pour des raisons linguistiques, il est étroitement lié à la Wikipédia en romanche et à la Wikipédia en frioulan.
La Wikipédia ladine a l'un des ratios d'articles par locuteur les plus élevés avec près de deux articles pour chaque locuteur natif.

## Statistiques
- En janvier 2022, l'édition en ladin atteint 10 000 articles.
- En juin 2022, elle atteint 40 000 articles.
- Le 5 août 2022, elle compte quelque 59 757 articles, 2 205 utilisateurs, 19 utilisateurs actifs et 2 administrateurs[13].
- Le 11 octobre 2022, elle contient 70 578 articles et compte 2 427 contributeurs, dont 32 contributeurs actifs et 3 administrateurs.
- Le 4 octobre 2024, elle contient 180 768 articles et compte 8 024 contributeurs, dont 27 contributeurs actifs et 3 administrateurs.